# 1993年スペイン総選挙
1993年スペイン総選挙（1993ねんすぺいんそうせんきょ）は、スペインの国会を構成する議員を選挙するために、1993年6月6日に行なわれた総選挙である。スペイン上院とスペイン下院の両院で選挙が行われたが、本稿では下院の選挙結果についてのみ取り上げる。

## 概要
90年代前半に、相次いで発覚した政権がらみの汚職事件や経済の停滞により、ゴンザレス首相の与党である中道左派の社会労働党にとって厳しい戦いとなったが、比較第一党を維持することに成功し、引き続き政権を維持することになった。一方、アスナール率いる中道右派の国民党は前回総選挙より議席を大幅に増やし、与党の社労党との差は18議席と大幅に縮まった。

## 選挙結果
投票日：1993年6月6日
- 首相：フェリーペ・ゴンサーレス（社会労働党）
- 定数：350議席
- 選挙制度[1]：県単位（52県）の比例代表制（350議席）

1. 選挙区定数は人口比例で配分される。但し、アフリカ地域の2県（セウタ・メリリャ）は定数1の小選挙区制
2. 投票は政党あるいはその連合のリストを選択する。個人候補は認められない。
3. 各リストへの議席配分は、県単位のドント式で実施するが、得票率が3％未満のリストは議席配分の対象外となる。

- 選挙権：18歳以上のスペイン国民
- 有権者数：31,030,511
- 投票率：76.44％

| 党派                            | 得票数    | 得票率 （%） | 議席 |
| ------------------------------- | --------- | ------------ | ---- |
| 社会労働党（PSOE）              | 9,150,083 | 38.78        | 159  |
| 国民党（PP）                    | 8,201,463 | 34.76        | 141  |
| 統一左翼（IU）                  | 2,253,722 | 9.55         | 18   |
| 集中と統一（CiU）               | 1,165,783 | 4.94         | 17   |
| バスク民族主義党（EAJ-PNV）     | 291,448   | 1.24         | 5    |
| カナリア諸島連合（CC）          | 207,077   | 0.88         | 4    |
| エリ・バタスナ（HB）            | 206,876   | 0.88         | 2    |
| カタルーニャ共和主義左翼（ERC） | 189,632   | 0.80         | 1    |
| アラゴン地方主義党（PAR）       | 144,544   | 0.61         | 1    |
| バスク連帯-左翼バスク（EA-EUE） | 129,293   | 0.55         | 1    |
| バレンシア連合（UV）            | 112,341   | 0.48         | 1    |

有効投票数：23,591,864
注：本表では議席を得た政党のみ掲載した。